# Sport Benguela e Benfica
Sport Benguela e Benfica, meist nur Benfica Benguela genannt, war ein Sportverein aus der angolanischen Stadt Benguela. Er war in der Zeit der portugiesischen Kolonialverwaltung Angolas besonders für seine Fußball- und Rollhockey-Mannschaften bekannt.

## Geschichte
Der Verein wurde 1921 unter dem Namen Império Sport Clube gegründet. Kurz später nannte man sich erst in Sport Lisboa e Benguela und anschließend in Sport Benguela e Benfica um und wurde dann als Filialverein des portugiesischen Klubs Benfica Lissabon (offiziell Sport Lisboa e Benfica) eingetragen.
1943 gelang dem Klub der Gewinn der angolanischen Fußballmeisterschaft, als erster Verein außerhalb der Hauptstadt Luanda. Danach erreichte der Klub keinen Titel im Fußball mehr. Im Rollhockey dagegen war er weiter erfolgreich. So wurde er 1972 angolanischer Meister.
Später, nach der Unabhängigkeit Angolas von Portugal 1975, ging der Verein im Estrela Clube Primeiro de Maio auf.

## Erfolge

### Fußball
- Angolanischer Meister:
  - 1943

### Rollhockey
- Angolanischer Meister:
  - 1972